# Aurach
Aurach là một đô thị ở huyện Ansbach bang Bayern nước Đức. Đô thị Aurach có diện tích 36,72 km², dân số thời điểm ngày 31 tháng 12 năm 2006 là 2969 người.